# Dufourea neovernalis
Dufourea neovernalis är en biart som beskrevs av Richard Mitchell Bohart 1980. Dufourea neovernalis ingår i släktet solbin, och familjen vägbin. Inga underarter finns listade i Catalogue of Life.